# 漢晉春秋
《漢晉春秋》，由東晉史學家習鑿齒所撰著。全書共54卷，但《隋書》記載該史書只有47卷卷目。

## 內容
《漢晉春秋》記載自東漢光武帝至西晉晉愍帝合共281年的歷史。當中在記載三國史事部分是以蜀漢政權為正统。有別於後來史籍如北宋司馬光的《資治通鑑》以曹魏政權承接漢朝政權正統地位。《漢晉春秋》全書在宋代已難見於世，僅佚文散見於裴注等著述之中。
清代考据学兴盛，不断有学者对此书进行辑佚，比较有代表性的湯球、黃奭、王仁俊等人蒐集殘餘內容，並為書補闕表微。湯球一共輯得106條，成書三卷。他依編年體例，把內容收錄於《廣雅書局叢書》史學類。而黃奭就輯得95條，收錄於《漢學堂叢書》。至於王仁俊僅得1條，收錄於《玉函山房輯佚書續編》史編總類。
習鑿齒本來以曹魏為偽國去定邪正之途，藉此辨別順逆之理。不過南朝檀道鸞卻稱他因為士族桓氏掌政而撰寫該書。另有一說法指習鑿齒有意透過撰寫《漢晉春秋》來彰顯三國時期蜀漢政權下的襄陽習氏豪族。因为五胡乱华等浩劫，西晋的评价很低。而在南方的东晋，又长期被世家大族把持，晋室南渡，情况与当年蜀汉类似，东晋以蜀汉为正统的呼声日高，而《汉晋春秋》正是明确地以反曹魏、推崇蜀汉为正统所记，不排除抬高蜀汉的可能。但从另一方面，有些内容在西晉陈寿《三国志》各人物的列传中均未有任何提及，却又符合逻辑，比如诸葛亮第四次北伐。唐代史学家劉知幾高度评论《漢晉春秋》：“曹、马构纷之际，或列营渭曲，见屈武侯，或发仗云台，取伤成济。陈寿、王隐咸杜口而无言，陆机、虞预各栖毫而靡述。至习凿齿乃申以死葛走达之说，抽戈犯跸之言，历代厚诬，一朝始雪。”這弥补了陈寿可能因为受到司马家族的压力隐而不记的内容，使得此书具有很高的史料价值。